# Casa Blanca (Uruguay)
Casablanca es una localidad del departamento de Paysandú en la República Oriental del Uruguay.

## Geografía
El pueblo se encuentra ubicado en las costas del río Uruguay, aproximadamente 10 km al sur de la ciudad de Paysandú, al sur del arroyo Juan Santos y a norte de la cañada de los Cerros frente a la isla Almirón.

## Historia
El pueblo  surgió a partir de la instalación de la planta procesadora de carne vacuna más antigua de América del Sur en 1806. En 1978 dicho establecimiento pasó a ser el Frigorífico Casa Blanca S.A. (Fricasa). El pueblo tuvo la primera usina eléctrica del departamento y ahora dispone de una central térmica por gas. La pulpería data de 1860, la gran casona blanca es de 1862 y la capilla Santa Ana fue erigida en 1886.
La no comprobada Conspiración de Casa Blanca, se dice que tuvo lugar allí el 11 de febrero de 1811, en la cual el párroco de Paysandú, Silverio Martínez y otros compañeros, habrían sido apresados allí por conspirar a favor de la Revolución.

## Población
Según el censo de 2011 la localidad contaba con una población de 343 habitantes.
| 439           | 419 | 281 | 400 | 390 | 343 |
| (Fuente: INE) |     |     |     |     |     |